# Daszki (sielsowiet Juńki)
Daszki (biał. Дашкі; ros. Дашки) – wieś na Białorusi, w obwodzie witebskim, w rejonie postawskim, w sielsowiecie Juńki.
Dawnej używana nazwa Daszki Postawskie.

## Historia
W czasach zaborów w gminie Postawy, w powiecie dzisieńskim, w guberni wileńskiej Imperium Rosyjskiego.
W dwudziestoleciu międzywojennym wieś leżała w Polsce, w województwie wileńskim, w powiecie duniłowickim, od 1926 w powiecie dziśnieńskim, w gminie Postawy.
Według Powszechnego Spisu Ludności z 1921 roku zamieszkiwało tu 147 osób, 6 było wyznania rzymskokatolickiego, a 141 prawosławnego. Jednocześnie 10 mieszkańców zadeklarowało polską, a 137 białoruską przynależność narodową. Było tu 31 budynków mieszkalnych. W 1931 w 33 domach zamieszkiwały 172 osoby.
Wierni należeli do parafii rzymskokatolickiej w Zadziewiu i prawosławnej w Postawach. Miejscowość podlegała pod Sąd Grodzki w Postawach i Okręgowy w Wilnie; właściwy urząd pocztowy mieścił się w Postawach.
W 1938 roku miejscowość należała do gromady Łohowińce gminy Postawy.
Po agresji ZSRR na Polskę w 1939 roku wieś znalazła się w granicach BSRR. W latach 1941–1944 była pod okupacją niemiecką. Następnie leżała w BSRR. Od 1991 roku w Republice Białorusi.